# اسپینیو مونفراتو
اسپینیو مونفراتو (انگلیسی: Spigno Monferrato) یک کومونه در ایتالیا است که در استان آلساندریا واقع شده‌است.

## خصوصیات
اسپینیو مونفراتو ۱۶٫۷۲ کیلومترمربع مساحت و ۱۱۷۴ نفر جمعیت دارد و ۲۱۷ متر بالاتر از سطح دریا واقع شده‌است.